# José João Altafini
José João Altafini, també conegut com a Mazola, (Piracicaba, 24 d'agost de 1938) és un antic futbolista brasiler, nacionalitzat italià, que jugava com a davanter.
És el tercer màxim golejador de la història de la Sèrie A (juntament amb Giuseppe Meazza) amb 216 gols.

## Carrera esportiva
Altafini jugà al Palmeiras al Brasil abans d'iniciar la seva carrera a Itàlia a l'AC Milan el 1958. Hi debutà el 21 de setembre de 1958 i, en la seva primera temporada disputà 32 partits i marcà 28 gols, guanyant el campionat. El primer gol el va marcar el 5 d'octubre en una victòria davant l'AS Bari. El Milan guanyà el campionat novament el 1962, any on Altafini fou màxim golejador de la lliga italiana de futbol amb 22 gols en 33 partits. Va jugar com a titular la final de la Copa d'Europa de 1963, que el Milan va guanyar contra el SL Benfica per 2 a 1 a l'estadi de Wembley a Londres. Altafini hi va marcar dos gols, assegurant el primer triomf del Milan en aquesta competició.
El 1965, Altafini fitxà pel Nàpols on va romandre fins al 1972. Aquest darrer any va perdre la final de la Coppa Italia davant el seu antic equip, el Milan, per 2-0. A continuació va ingressar a la Juventus FC i va perdre una altra final de copa el 1973. Això no obstant, guanyà dues lligues més els anys 1973 i 1975. Quan abandonà la Juventus el 1976, Altafini havia disputat 459 partits a la Sèrie A i marcat 216 gols. La major part d'aquests gols els marcà mentre jugava al Milan. De fet, tan sols va marcar 53 gols en les darreres 8 temporades que jugà, dels 134 que havia marcat en les 8 primeres.
Després de deixar Itàlia jugà quatre temporades a Suïssa als clubs FC Chiasso i Mendrisiostar, retirant-se als 42 anys.
A nivell internacional jugà tant a la selecció brasilera com a la italiana. Amb el Brasil va jugar la Copa del Món de 1958. Durant el campionat perdé la titularitat en benefici de Vavá. Pel que fa a Itàlia, hi debutà en un partit contra Israel el 15 d'octubre de 1961, partit on marcà un gol. Amb aquesta selecció disputà la Copa del Món de 1962.
Un cop retirat esdevingué comentarista esportiu a la televisió SKY Itàlia i a la ràdio RTL 102.5.